# مت دیکنز
مت دیکنز (انگلیسی: Matt Dickins؛ زادهٔ ۳ سپتامبر ۱۹۷۰) بازیکن فوتبال اهل بریتانیا است.
از باشگاه‌هایی که در آن بازی کرده‌است می‌توان به باشگاه فوتبال بلکبرن روورز، باشگاه فوتبال آلترینچام، باشگاه فوتبال استوک‌پورت کانتی، باشگاه فوتبال شفیلد، باشگاه فوتبال بلکپول، باشگاه فوتبال شفیلد یونایتد، باشگاه فوتبال لینکولن سیتی، باشگاه فوتبال روچدیل، باشگاه فوتبال گریمزبی تاون، باشگاه فوتبال بوستون یونایتد، و باشگاه فوتبال لیتون اورینت اشاره کرد.